# Brossasco
Brossasco (Brossasch in piemontese; Brousasc in occitano) è un comune italiano di 995 abitanti della provincia di Cuneo in Piemonte, situato nella Valle Varaita.

## Geografia fisica
È situato nella bassa val Varaita a 606 m s.l.m. alla confluenza del torrente Gilba nel fiume Varaita.

## Storia
La felice posizione del comune, il luogo soleggiato e adagiato alla confluenza tra il torrente Varaita e il torrente Gilba che conferisce abbondanza di apporti alluvionali e rende il terreno favorevole all'agricoltura, fanno presumere che i primi insediamenti umani siano avvenuti già in epoca pre romana.
Il territorio comunale di Brossasco, come quello dell'intera Valle Varaita, fu abitato in origine da popolazioni celto-liguri, successivamente romanizzate a partire dal II secolo a.C. A partire dal V secolo l'intero Piemonte sud-occidentale fu soggetto ad incursioni da parte di popolazioni barbariche le quali, con la definitiva caduta dell'Impero Romano d'Occidente (476 d.C.) crearono domini stabili: all'inizio gli Ostrogoti, poi i Longobardi ed infine i Franchi che, con la creazione del Sacro Romano Impero (800 d.C.) suddivisero i territori piemontesi in contadi.
All'inizio del 900 i territori del sud Piemonte furono invasi dai Saraceni, che partendo dalla baia di La Garde Freinet, vicino a Nizza, compirono scorrerie e si stabilirono anche in Valle Varaita. La cacciata definitiva dei Saraceni avvenne tra il 970 e il 973, ma della loro presenza ancora oggi restano tracce, soprattutto nella toponomastica e in alcuni Comuni, nella tradizione di far rivivere nelle “Baìe” il ricordo del loro dominio.
L'atto di concessione fatta dall'imperatore Ottone III nell'anno 998 al vescovo Amizzone di Torino è forse il primo documento che riporta il nome della Valle Varaita e accenna alla presenza della sua popolazione.

La concomitanza della sconfitta dei Saraceni del 973, della prima menzione nel 998, e della unicità (per la valle) dello stemma che richiama il tempo dei saraceni, con le due lune crescenti e le due teste di moro, fa ritenere molti che Brossasco sia nato dalla stanziamento nell'area di una banda delle orde saracene sconfitte in quegli anni.

Altri documenti della prima metà del secolo XI (Cartario dell'abbazia di Breme) fanno menzione del luogo di Brossasco, dove il monastero di Pagno aveva alcuni possedimenti agricoli (campi, vigne, castagneti, boschi e terre per il pascolo. Il castello di Brossasco, di cui oggi rimangono poche tracce, fu eretto nel secolo XI a difesa del territorio dalle famiglie signorili del luogo che avevano il dominio feudale sul territorio.

Nel Medioevo la storia di Brossasco, il cui borgo cinto da forti mura era dominato dall'alto dal castello, fu legata alle vicende degli altri Comuni della Valle; fu feudo di diversi padroni, dai signori di Verzuolo ai Marchesi di Saluzzo, ai Savoia fino all'unificazione d'Italia.

Alla prima guerra mondiale (1915-18) Brossasco diede un tributo altissimo di sangue: una lapide ricorda ancora oggi i nomi dei 49 giovani brossaschesi morti nel conflitto.

Ancora nel secondo conflitto mondiale Brossasco è teatro di numerose vicende belliche, nel periodo della guerra di Liberazione, tra le formazioni partigiane, i tedeschi e i soldati di Salò. Le due piazze principali di Brossasco sono oggi dedicate a due partigiani che morirono sulle sue montagne: Volchi Savorgnan d'Osoppo e Mario Morbiducci.

### Simboli
Lo stemma e il gonfalone sono stati concessi con decreto del presidente della Repubblica del 15 ottobre 1962.
(D.P.R. 15 ottobre 1962)
Il gonfalone è un drappo partito di bianco e di azzurro.
L'attuale stemma di Brossasco, con le lune e le teste di moro era già utilizzato negli anni '30 del secolo scorso pur senza un formale decreto di concessione, ma dal 1949 fino al 1962 venne sostituito da un altro raffigurante una torre con due leoni rampanti.

## Monumenti e luoghi d'interesse

### Architetture religiose

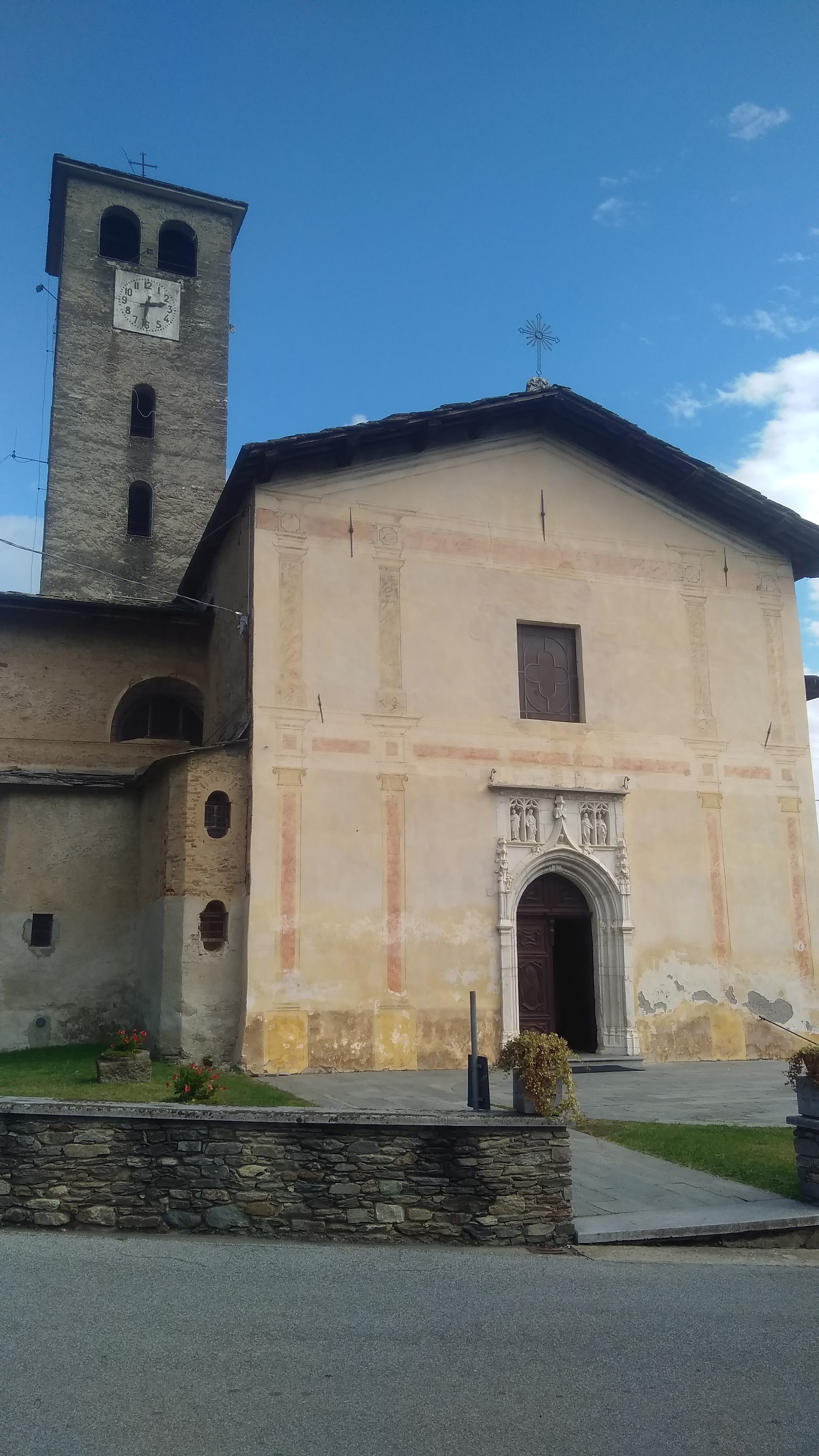
La parrocchiale

- la chiesa parrocchiale di Sant'Andrea
- la cappella di San Rocco, costruzione del XVI secolo con affreschi sulla vita di san Rocco.

## Società

### Evoluzione demografica
Abitanti censiti

### Etnie e minoranze straniere
Secondo i dati Istat al 31 dicembre 2017, i cittadini stranieri residenti a Brossasco sono 53, così suddivisi per nazionalità, elencando per le presenze più significative:
1. Romania, 29

## Amministrazione

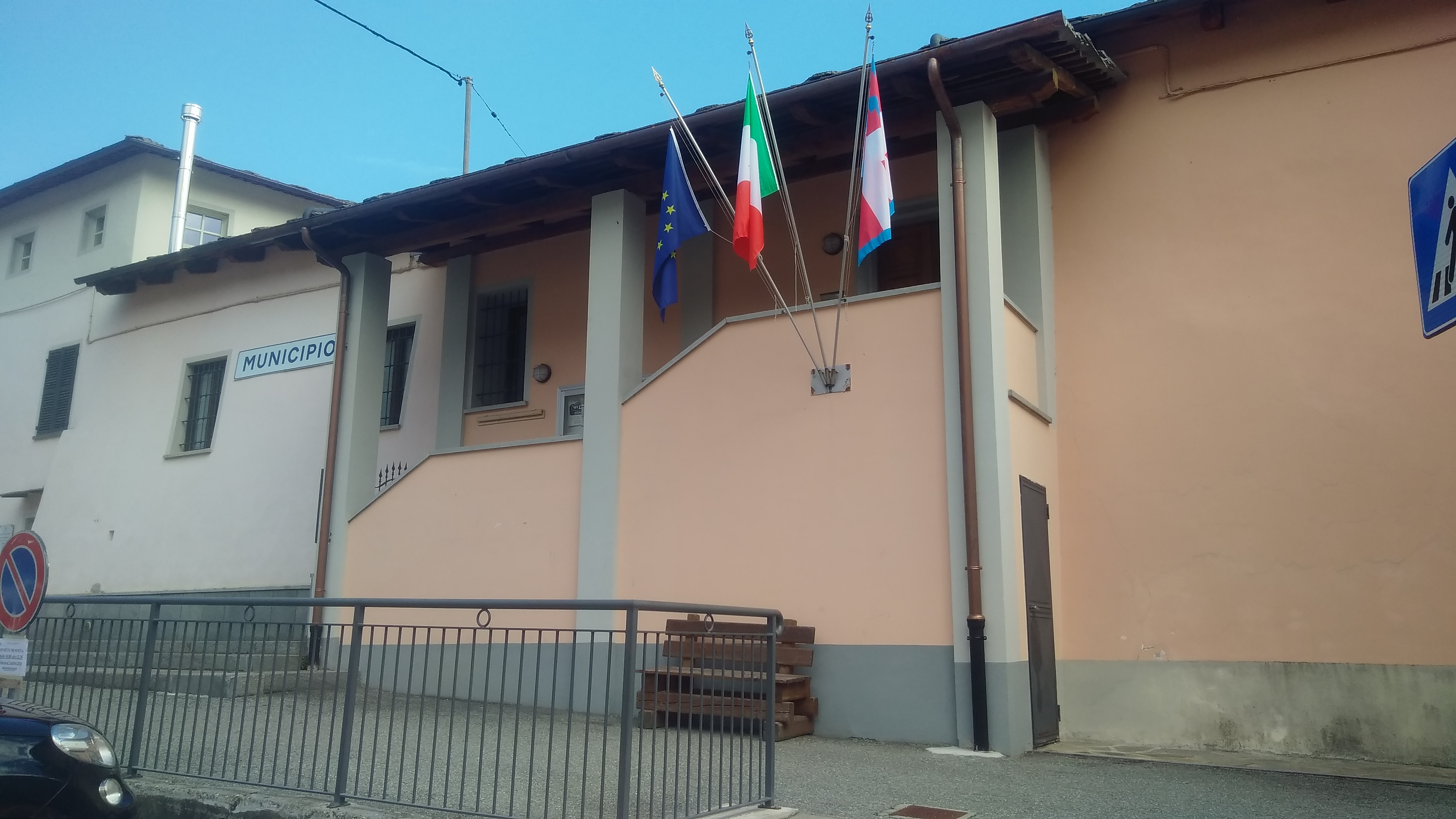
Il municipio

| Periodo          | Periodo          | Primo cittadino       | Partito                             | Carica              | Note  |
| ---------------- | ---------------- | --------------------- | ----------------------------------- | ------------------- | ----- |
| 14 giugno 1999   | 14 giugno 2004   | Domenico Amorisco     | Forza Italia                        | Sindaco             | [ 9 ] |
| 14 giugno 2004   | 8 giugno 2009    | Bartolomeo Beoletto   | lista civica                        | Sindaco             | [ 9 ] |
| 8 giugno 2009    | 26 maggio 2014   | Bartolomeo Beoletto   | lista civica                        | Sindaco             | [ 9 ] |
| 26 maggio 2014   | 31 gennaio 2017  | Marcello Giacomo Nova | lista civica                        | Sindaco             | [ 9 ] |
| 31 gennaio 2017  | 20 febbraio 2017 | Claudia Bergia        |                                     | Comm. prefettizio   | [ 9 ] |
| 20 febbraio 2017 | 12 giugno 2017   | Claudia Bergia        |                                     | Comm. straordinario | [ 9 ] |
| 12 giugno 2017   | in carica        | Paolo Amorisco        | lista civica: insieme per Brossasco | Sindaco             | [ 9 ] |

### Altre informazioni amministrative
Brossasco faceva parte della Comunità montana Valli Po, Bronda, Infernotto e Varaita.